# Sharkwater (pel·lícula de 2006)
Sharkwater és un documental canadenc de 2006 escrit i dirigit per Rob Stewart, que també interpreta el paper principal. A la pel·lícula, Stewart pretén explicar les actituds actuals sobre els taurons, i exposa la forma en la qual la voraç indústria de la cacera de taurons els està conduint a l'extinció.
Filmat en vídeo d'alta definició, Sharkwater explora les més denses poblacions de taurons al món, exposant l'explotació i la corrupció de la indústria de la pesca de taurons en la reserva marina de l'Illa del Coco, Costa Rica i les Illes Galàpagos, Equador.
Stewart viatja amb Paul Watson i el seu Shepherd Conservation Society, ja que aquests s'enfronten als caçadors furtius de taurons a Guatemala i Costa Rica. Entre les experiències del grup hi ha persecucions amb vaixell entre els caçadors furtius i la policia, piconat de vaixells, la filmació amb cambra ocultes de les instal·lacions massives de mutilació de les aletes dels taurons, els sistemes judicials corruptes i, finalment, l'intent de realitzar contra ells càrrecs d'homicidi que forcen a Stewart i Watson a fugir de la policia. Stewart explora com la creixent demanda de sopa d'aleta de tauró a Àsia està alimentant un comerç il·legal de taurons. La seva expedició es talla, tanmateix, quan li és diagnosticada una malaltia menja carn (de la qual es recupera).
Stewart descobreix que els taurons han passat de depredador a presa, i de com malgrat sobreviure a la història d'extincions en massa de la Terra, podrien fàcilment ser eliminats en uns quants anys.